# Rybnica
Rybnica (moldavsky: Рыбница/Rîbnița, rusky Рыбница, Rybnica, ukrajinsky Рибниця, Rybnycja) je město v Moldavsku v mezinárodně neuznané Podněsterské moldavské republice na levém břehu Dněstru, administrativní centrum Rybnického rajonu. Na protějším břehu řeky se nachází město Rezina, které je pod kontrolou Moldavska. Na mostě přes Dněstr je silniční hraniční přechod mezi Podněsterskou moldavskou republikou a Moldavskou republikou. Ve městě žije 48 tisíc obyvatel (2014), především ukrajinské, ruské a moldavské národnosti. Město Rybnycja je jedním z největších měst v Podněstří, kde počet Ukrajinců převažuje nad ostatními národnostmi. Jedná se zároveň o město národopisné oblasti Podolí.

## Historie
První zmínky o městě se objevují v první polovině 15. století, Rybnica je zobrazena na mapě Litevského velkoknížectví a Polského království z roku 1628. Po druhém dělení Polska v roce 1793 Rybnica připadla Ruskému carství a stala se součástí Podolské gubernie. Roku 1924 byla začleněna do Moldavské autonomní sovětské socialistické republiky, roku 1938 obdržela status města. V letech 1941 až 1944 byla Rybnica okupována rumunskými a německými vojsky, město s okolím se stalo součástí rumunské provincie Zadněstří. V těchto letech bylo okupanty vyvražděno místní židovské obyvatelstvo (dle sčítání lidu z roku 1926 měla Rybnica 9 400 obyvatel, z toho 38% Židů). Na místě popravy více než 500 obyvatel města je zbudován památník obětí Velké vlastenecké války. Po osvobození Rudou armádou roku 1944 se stala Rybnica součástí Moldavské sovětské socialistické republiky. Roku 1990 se občané Rybnického rajonu vyslovili v referendu 98% pro vstup do Podněsterské moldavské republiky.

## Hospodářství
Na konci 19. století ve městě vznikl první průmyslový závod - cukrovar. Rozvoj průmyslu nastal především po druhé světové válce, kdy celý podněsterský region prošel silnou industrializací. Ve městě byl zbudován Moldavský metalurgický závod, dnes se jedná o největší podnik v Podněsterské moldavské republice, podílí se 52% na celkové výrobě Podněstří, 65% na exportu republiky, je to nejvýznamnější plátce daní. Dále se ve městě nacházejí závody průmyslu stavebních hmot, lihovarnického a další. Rybnicou prochází železniční trať z Moldavska na Ukrajinu.